# 木暮郁哉
木暮 郁哉（こぐれ ふみや、1989年6月28日 - ）は、東京都北区出身のプロサッカー選手。ポジションはMF。本職はボランチだが、サイドハーフやサイドバックもこなす。

## 来歴
ユース時代は三菱養和SCの下部組織で過ごし、各年代の日本代表に選出されていた。
高校卒業後はアルビレックス新潟に入団。ルーキーながらもボランチのレギュラーに定着し、リーグ戦12試合に出場。また、AFC U-19選手権日本代表にも選出されたが、プロのフィジカルに悩まされ、故障。長期離脱を余儀なくされ、リーグ後半戦を棒に振ってしまった。
その後は負傷の影響もあり満足な出場機会を得られなかったが、2011年、背番号を13番から8番に変更。新潟で日本人選手が8番を背負うのは元日本代表山口素弘以来となった。この年は左右サイドハーフで起用され、10月22日に行われた天皇杯2回戦富山新庄クラブ戦でプロ初ゴールを決めた。
2013年シーズンは水戸ホーリーホックへ、2014年シーズンはアスルクラロ沼津へ期限付き移籍。しかしこの年アルビレックス新潟との契約満了。アスルクラロ沼津との契約も満了となった。
2015年、アルビレックス新潟シンガポールへ完全移籍。
2016年、ホウガン・ユナイテッドFCへ完全移籍。
2019年、カンボジアのソルティーロ・アンコールFCへ移籍。

## 所属クラブ
ユース経歴
- 三菱養和SC巣鴨ジュニア (北区立堀船小学校)
- 2002年 - 2004年 三菱養和SC巣鴨ジュニアユース (北区立堀船中学校)
- 2005年 - 2007年 三菱養和SCユース (駒込高校)

プロ経歴
- 2008年 - 2014年  アルビレックス新潟
  - 2013年  水戸ホーリーホック (期限付き移籍)
  - 2014年  アスルクラロ沼津 (期限付き移籍)
- 2015年  アルビレックス新潟シンガポール
- 2016年 - 2017年  ホウガン・ユナイテッドFC
- 2018年  ゲイラン・インターナショナルFC
- 2019年 - 2020年  ソルティーロ・アンコールFC
- 2021年 -  ナガワールドFC

## 個人成績
| 国内大会個人成績 | 国内大会個人成績 | 国内大会個人成績 | 国内大会個人成績 | 国内大会個人成績 | 国内大会個人成績 | 国内大会個人成績 | 国内大会個人成績 | 国内大会個人成績 | 国内大会個人成績 | 国内大会個人成績 | 国内大会個人成績 |
| 年度             | クラブ           | 背番号           | リーグ           | リーグ戦         | リーグ戦         | リーグ杯         | リーグ杯         | オープン杯       | オープン杯       | 期間通算         | 期間通算         |
| 年度             | クラブ           | 背番号           | リーグ           | 出場             | 得点             | 出場             | 得点             | 出場             | 得点             | 出場             | 得点             |
| 日本             | 日本             | 日本             | 日本             | リーグ戦         | リーグ戦         | リーグ杯         | リーグ杯         | 天皇杯           | 天皇杯           | 期間通算         | 期間通算         |
| ---------------- | ---------------- | ---------------- | ---------------- | ---------------- | ---------------- | ---------------- | ---------------- | ---------------- | ---------------- | ---------------- | ---------------- |
| 2008             | 新潟             | 13               | J1               | 12               | 0                | 2                | 0                | 1                | 0                | 15               | 0                |
| 2009             | 新潟             | 13               | J1               | 3                | 0                | 4                | 0                | 1                | 0                | 8                | 0                |
| 2010             | 新潟             | 13               | J1               | 7                | 0                | 4                | 0                | 1                | 0                | 12               | 0                |
| 2011             | 新潟             | 8                | J1               | 19               | 0                | 0                | 0                | 1                | 1                | 20               | 1                |
| 2012             | 新潟             | 8                | J1               | 4                | 0                | 3                | 1                | 0                | 0                | 7                | 1                |
| 2013             | 水戸             | 8                | J2               | 15               | 0                | -                | -                | 1                | 0                | 16               | 0                |
| 2014             | 沼津             | 10               | JFL              | 21               | 3                | -                | -                | -                | -                | 21               | 3                |
| シンガポール     | シンガポール     | シンガポール     | シンガポール     | リーグ戦         | リーグ戦         | リーグ杯         | リーグ杯         | シンガポール杯   | シンガポール杯   | 期間通算         | 期間通算         |
| 2015             | 新潟S            | 8                | Sリーグ          |                  |                  |                  |                  |                  |                  |                  |                  |
| 2016             | ホウガン         | 8                | Sリーグ          |                  |                  |                  |                  |                  |                  |                  |                  |
| 通算             | 日本             | 日本             | J1               | 45               | 0                | 13               | 1                | 4                | 1                | 62               | 2                |
| 通算             | 日本             | 日本             | J2               | 15               | 0                | -                | -                | 1                | 0                | 16               | 0                |
| 通算             | 日本             | 日本             | JFL              | 21               | 3                | -                | -                | -                | -                | 21               | 3                |
| 通算             | シンガポール     | シンガポール     | Sリーグ          |                  |                  |                  |                  |                  |                  |                  |                  |
| 総通算           | 総通算           | 総通算           | 総通算           | 81               | 3                | 13               | 1                | 5                | 1                | 99               | 5                |

## 代表歴
- U-16、U-17、U-18、U-19、U-20日本代表 2005、2006、2007、2008、2009
  - 2008年 AFC U-19選手権2008 (出場2試合0得点)